# Timothy V. Johnson

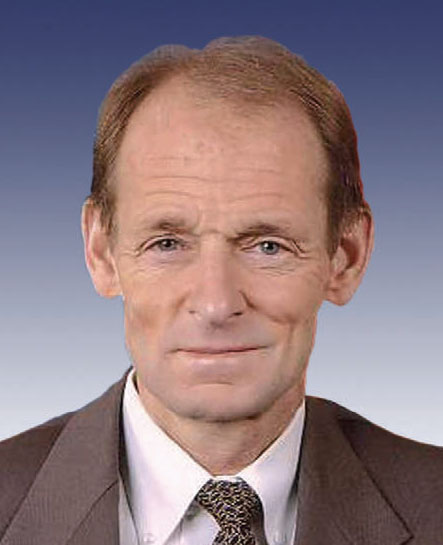
Timothy V. Johnson

Timothy V. "Tim" Johnson, född 23 juli 1946 i Champaign, Illinois, död 9 maj 2022 i Urbana, Illinois, var en amerikansk republikansk politiker. Han var ledamot av USA:s representanthus 2001–2013.
Han studerade vid United States Military Academy och University of Illinois. Han avlade 1972 juristexamen vid University of Illinois College of Law och arbetade sedan som advokat i Illinois.
Han var skild tre gånger och hade nio barn och nio barnbarn. Han tillhörde pingströrelsen Sammankomsterna av Gud.